# Lhor

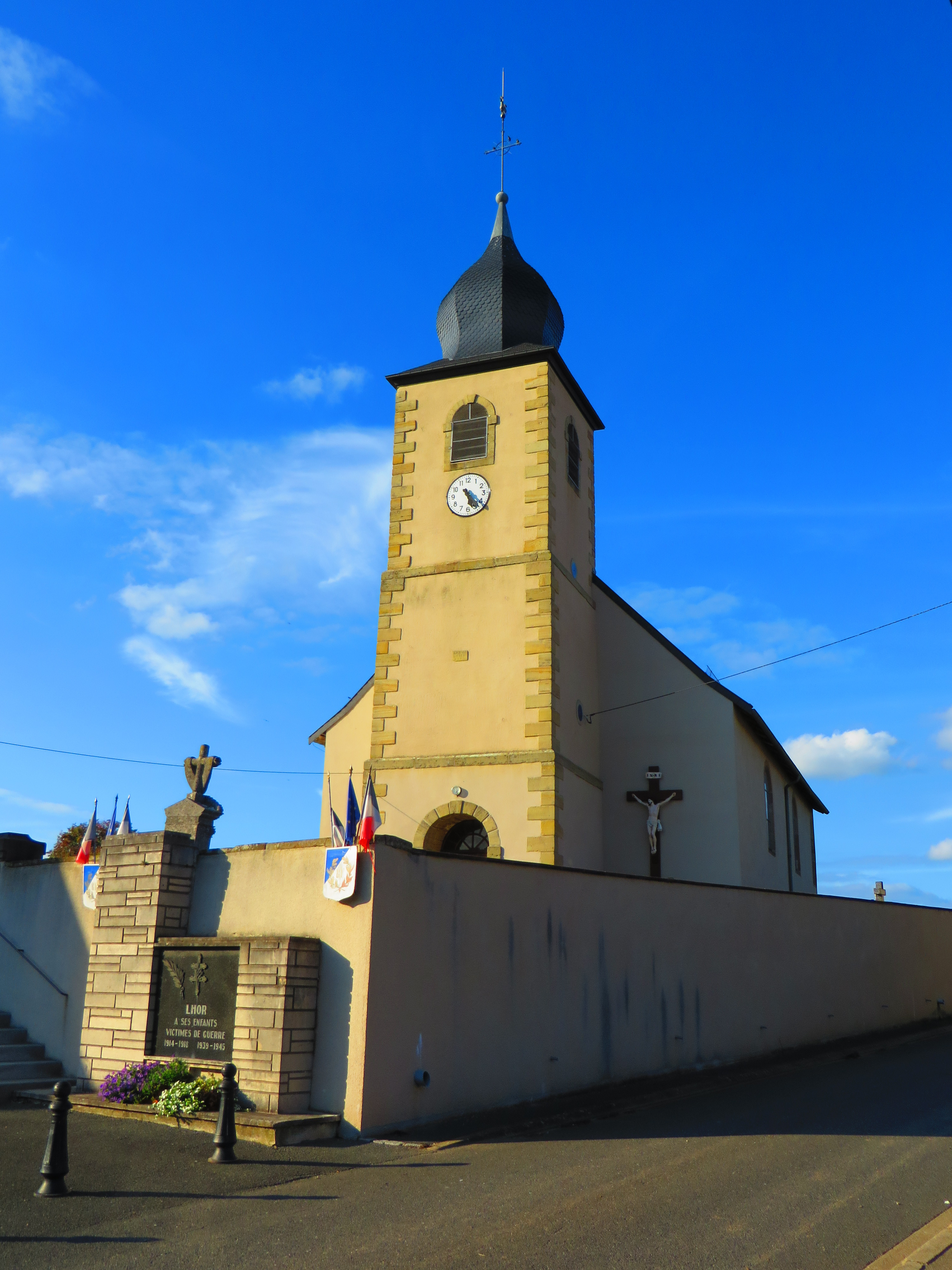
Kirche St. Pierre und St. Liens

Lhor (bis 1947 Lohr) ist eine französische Gemeinde mit 145 Einwohnern (Stand 1. Januar 2022) im Département Moselle in der Region Grand Est (bis 2015 Lothringen). Sie gehört zum Arrondissement Sarrebourg-Château-Salins.

## Geographie
Lhor liegt in Lothringen, 58 Kilometer südöstlich von Metz, 32 Kilometer nordöstlich von Château-Salins und fünf Kilometer südlich von Albestroff (Albesdorf) an einem Seitenbach des Rothbachs auf einer Höhe zwischen 218 und 249 m über dem Meeresspiegel.
Südlich liegt der Weiher Étang de Lhor oder Lohrweiher.

## Geschichte
Die Ortschaft gehörte früher zum Herzogtum Lothringen;  1178  war der Besitz des Dorfs aufgeteilt unter der Abtei Neuweiler im Elsass einerseits und der Herrschaft Finstingen andererseits. Der Ort litt sehr durch die Kriege des 17. Jahrhunderts. Die Jesuiten von Bockenem hatten hier Anspruch auf einen Teil des Zehnten.
Durch den Frankfurter Frieden vom 10. Mai 1871 kam die Region an das deutsche Reichsland Elsaß-Lothringen, und das Dorf wurde dem Kreis Château-Salins im Bezirk Lothringen zugeordnet. Die Dorfbewohner betrieben Getreidebau und Viehzucht.
Nach dem Ersten Weltkrieg musste die Region aufgrund der Bestimmungen des Versailler Vertrags 1919 an Frankreich abgetreten werden. Im Zweiten Weltkrieg war die Region von der deutschen Wehrmacht besetzt.

## Einwohnerentwicklung
Im Jahr 1871 befanden sich unter den 399 meist römisch-katholischen Einwohnern dreißig Juden.
| Jahr      | 1962 | 1968 | 1975 | 1982 | 1990 | 1999 | 2007 |
| Einwohner | 211  | 195  | 174  | 163  | 160  | 110  | 142  |

## Wappen
Auf dem Gemeindewappen spiegeln sich die früheren Herrschaften über Lhor wider: der silberne Streifen auf blauem Grund ist das Wappen von Finstingen, bis zum Ende des 15. Jahrhunderts Hauptort einer Herrschaft der Grafen von Saarwerden; Schwert und Schlüssel sind die Attribute der Abtei Neuweiler im Elsass, die hier Rechte hatte.